# Classe Oasis
A Classe Oasis ou Oasis Class em inglês, é uma classe de navios cruzeiros da Royal Caribbean International, o primeiro ordenado em Fevereiro de 2006. A classe Oasis ultrapassou a Classe Freedom a maior em termos de capacidade de transporte de passageiros do mundo. Eles irão ter 21 metros a mais de comprimento, serão 8.5 metros mais largos e sendo ligeiramente mais fundos que os navios da Classe Freedom, e as toneladas totais serão 43% maiores que as atuais. Como a Classe Freedom, os dois primeiros navios da classe Oasis foram construídos por Aker Finnyards em Turku, Finlândia. Eles têm 360 metros de comprimento, com toneladas totais de 220,000, e são capazes de transportar 5,400 passageiros.

## Navios na classe
| Nome                | Entrada em serviço    | Estado       | Imagem                           | Bandeira |
| ------------------- | --------------------- | ------------ | -------------------------------- | -------- |
| Oasis of the Seas   | 5 de dezembro de 2009 | Em atividade |                                  | Bahamas  |
| Allure of the Seas  | 1 de dezembro de 2010 | Em atividade |                                  | Bahamas  |
| Harmony of the Seas | 29 de maio de 2016    | Em atividade |                                  | Bahamas  |
| Symphony of the Sea | 7 de abril de 2018    | Em atividade |                                  | Bahamas  |
| Wonder of the Seas  | 4 de março de 2022    | Em atividade | Wonder of the Seas - August 2021 | Bahamas  |
| Utopia of the Seas  | 19 de julho de 2024   | Em atividade |                                  | Bahamas  |